# Valérie Benguigui
Pour les articles homonymes, voir Benguigui.
Valérie Benguigui est une actrice et metteuse en scène française, née le 8 juillet 1961 à Oran (Algérie) et morte le 2 septembre 2013 à Paris 13e.

## Biographie

### Famille
Valérie Clotilde Benguigui naît le 8 juillet 1961 à Oran en Algérie,, au sein d'une famille juive berbère, poussée à l'exode à l'issue de la guerre d'Algérie. Installé à Paris, son père a un magasin au marché Saint-Pierre, La Petite Berthe (7, place Saint-Pierre). Valérie Benguigui épouse Éric Wapler le 15 juin 1996, comédien et directeur de restaurants qu'elle a rencontré au cours Florent. Le couple a deux enfants : César et Abraham.

### Carrière
Passionnée par le dessin, elle étudie dans une école de stylisme, mais bien qu'aimant la mode, n'envisage pas d'en faire sa profession, se voyant plutôt avocate ; c'est un stage d'été au cours Florent où elle joue le rôle de Célimène qui lui fait trouver sa voie. En 1984, elle entre au cours Florent, où dès ses années d'apprentissage de son métier d'actrice, sa présence et son immédiateté marquent François Florent. Elle suit également des cours à l'école du théâtre national de Chaillot.
Elle débute au cinéma dans un film de Francis Huster, On a volé Charlie Spencer en 1986, et à la télévision dans Palace de Jean-Michel Ribes.
Dans la série télévisée de France 2, Avocats et Associés, elle incarne l'avocate Nadia Botkine de 2001 à 2005.
Au théâtre, elle met en scène plusieurs spectacles de Valérie Lemercier et un one-woman-show de Charlotte de Turckheim.
En 2007, Valérie Benguigui joue au théâtre dans La Mémoire de l'eau (en) avec Florence Pernel et Charlotte Valandrey.
Son interprétation d'Élisabeth Garraud-Larchet (dite « Babou »), sœur du personnage Vincent Larchet (incarné par Patrick Bruel) dans le film Le Prénom lui permet le 22 février 2013 d'obtenir le César de la meilleure actrice dans un second rôle, quelques mois avant sa mort.

### Mort et hommages posthumes

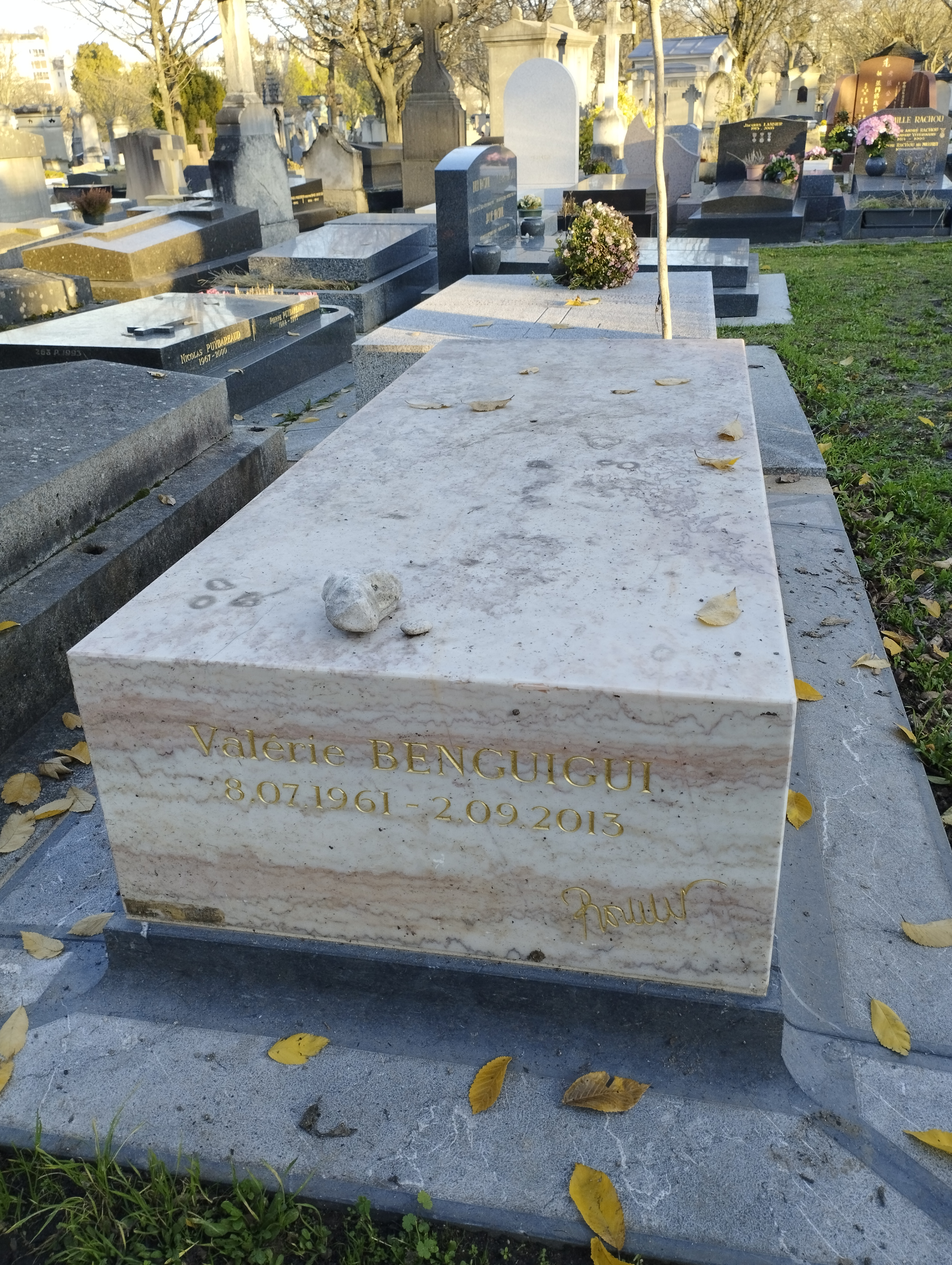
Tombe de Valérie Benguigui au cimetière du Montparnasse (division 4).

Elle meurt des suites d'un cancer du sein le 2 septembre 2013, et est inhumée le 6 septembre 2013 au cimetière du Montparnasse (4e division).
- Fiston, sorti en 2014, lui est dédié. Elle y a joué le rôle de la mère du personnage principal, incarné par Kev Adams.
- Marseille, sorti en 2016, lui est dédié, car elle en avait commencé l'écriture avec Patrick Bosso et Kad Merad cinq ans plus tôt. À cette occasion, en son hommage, le personnage joué par Anne Charrier se prénomme Valérie.
- Situation amoureuse : C'est compliqué réalisé par Manu Payet et Rodolphe Lauga, sorti en 2014, lui est dédié.
- Barbecue, sorti en 2014, lui est dédié.
- Une rencontre, sorti en 2014, lui est dédié.
- Le spectacle Sans Tambour de Gad Elmaleh, lui est dédié.

## Filmographie

### Cinéma
- 1986 : On a volé Charlie Spencer de Francis Huster
- 1997 : La Vérité si je mens ! de Thomas Gilou : Élie, la sœur de Dov
- 1997 : Droit dans le mur de Pierre Richard : l'interprète
- 1999 : Mon père, ma mère, mes frères et mes sœurs… de Charlotte de Turckheim : Martine
- 1999 : Mes amis de Michel Hazanavicius : la cadreuse
- 1999 : Le Voyage à Paris de Marc-Henri Dufresne : la secrétaire de la fourrière
- 2001 : Reines d'un jour de Marion Vernoux : Stéphanie
- 2001 : Grégoire Moulin contre l'humanité d'Artus de Penguern : la mère de Grégoire Moulin
- 2001 : Chaos de Coline Serreau : la médecin en réanimation
- 2003 : Rire et Châtiment d'Isabelle Doval : Audrey
- 2004 : Le Grand Rôle de Steve Suissa : Hélène
- 2004 : Le Rôle de sa vie de François Favrat : Viviane
- 2005 : Cavalcade de Steve Suissa : la sexologue
- 2005 : Je préfère qu'on reste amis... d'Olivier Nakache et Eric Toledano : Eva
- 2006 : Comme t'y es belle ! de Lisa Azuelos : Alice
- 2006 : Selon Charlie de Nicole Garcia : la mère de Charlie
- 2006 : Je déteste les enfants des autres d'Anne Fassio : Louise
- 2006 : La Vie d'artiste de Marc Fitoussi : Solange
- 2006 : Deux vies plus une d'Idit Cebula : Valentine
- 2007 : Pur Week-end d'Olivier Doran : Véronique Alvaro
- 2008 : Baby Blues de Diane Bertrand : France Laud
- 2009 : Jusqu'à toi de Jennifer Devoldère : Myriam
- 2009 : Safari d'Olivier Baroux : Magalie
- 2009 : La Sainte Victoire de François Favrat : Michèle Dalembert
- 2009 : La Famille Wolberg d'Axelle Ropert : Marianne
- 2010 : Les Invités de mon père d'Anne Le Ny : Karine
- 2010 : Tête de Turc de Pascal Elbé : Yelda
- 2010 : L'Italien d'Olivier Baroux : Hélène
- 2011 : Les Tuche d'Olivier Baroux : Claudia
- 2012 : Le Prénom d'Alexandre de la Patellière et Matthieu Delaporte : Élisabeth
- 2014 : Fiston de Pascal Bourdiaux : Sophie (sortie posthume)

### Télévision
- 1988 : Palace : La vierge / une cliente (Détournement) ; Louise (Le Client du 17)
- 2001-2005 : Avocats et Associés : Nadia Botkine (41 épisodes)
- 2006-2009 : Kaamelott : Prisca, la pythie
- 2008 : Drôle de Noël de Nicolas Picard (téléfilm) : Mélanie

## Théâtre
- 1992 : La Princesse d'Élide de Molière, mise en scène Jean-Luc Revol
- 1993 : Le Plus Heureux des trois d'Eugène Labiche, mise en scène Jean-Luc Revol[12]
- 2005 : Pour ceux qui restent de Pascal Elbé, mise en scène Charles Berling, théâtre de la Gaîté-Montparnasse[13]
- 2007 : La Mémoire de l'eau de Shelagh Stephenson, mise en scène Bernard Murat, Petit Théâtre de Paris
- 2010 : Le Prénom de Matthieu Delaporte et Alexandre de La Patellière, mise en scène Bernard Murat, théâtre Édouard-VII, Élisabeth
- 2012 : Le Dindon de Georges Feydeau, mise en scène Bernard Murat, théâtre Édouard-VII, Maggy Soldignac.

## Distinctions

### Décoration
- Chevalière de l'ordre des Arts et des Lettres (juillet 2013)

### Récompense
- César 2013 : meilleure actrice dans un second rôle pour Le Prénom.

### Nomination
- Molières 2011 : Molière de la comédienne dans un second rôle pour Le Prénom.